# العطوریه
العطوریه یک منطقهٔ مسکونی در قطر است که در شهرداری الشحانیه واقع شده‌است. العطوریه ۲۵٫۷ کیلومتر مربع مساحت دارد.